# Manosfære
Manosfæren er en række onlinefællesskaber, som har det tilfælles, at de er antifeministiske og dyrker en bestemt opfattelse af maskulinitet. Udtrykket dækker over en blanding af internetfora, websider, blogs, YouTubekanaler, podcasts, sociale mediekanaler og lukkede grupper.
Manosfæren opfattes af forskere som en reaktion på en række samfundsændringer, der har medført et stigende fokus på kvinders ligestilling. Det har medført, at nogle mænd føler, at der ikke længere er plads til dem i et samfund, hvor normerne om kønsroller og familieliv har ændret sig.
I nogle dele af manosfæren kan der finde en radikalisering sted, hvor konspirationsteorier glider over i et generelt kvindehad og had mod minoriteter som homoseksuelle eller transpersoner. Hadet kan føre til, at nogle personer føler, at terror- eller voldshandlinger bliver berettiget.
Den meget omtalte britiske tv-serie Adolescence gav i 2025 et kunstnerisk eksempel på påvirkningen fra manosfæren. I serien bliver den 13-årige hovedperson Jamie radikaliseret online efter at være blevet mobbet og hængt ud som en incel. Serien satte gang i en national debat i hjemlandet Storbritannien om kvindevold begået af unge drenge, der var blevet påvirket af sociale medier. Serien gav også et indblik i de sproglige koder, blandt andet vist igennem særlige emojis, som ofte anvendes i manosfæren.
I april 2025 demonstrerede det danske dagblad Politiken, at mandlige unge teenagere meget hurtigt bliver præsenteret for kvindefjendsk materiale, når de opretter en profil på sociale medier som TikTok og Instagram. Avisen oprettede en profil for en fiktiv person, den 16-årige "Mikkel Rasmussen", der hurtigt mødte en række videoer og opslag fra manosfæren i sit feed.

## Historie
Manosfæren voksede frem fra midten af 2000'erne. Den britiske journalist Laura Bates udgav i 2020 bogen Men who hate women ("Mænd som hader kvinder"), der beskriver grupper og steder på nettet, hvor nogle mænd dyrker et had mod kvinder og spreder en særlig maskulinitetsopfattelse som en modpol til feminismen. Mange debattører i manosfæren mener, at ligestillingen har undergravet det, som de opfatter som den naturlige balance mellem kønnene.
Den voldtægtsanklagede britisk-amerikanske influencer Andrew Tate er et fremtrædende eksempel på manosfærens personligheder, men ideologien spreder sig langt udenfor hans indflydelse.

## Grupperinger
Manosfæren kan inddeles i forskellige undermiljøer med forskellige formål og dagsordener, men som alle har en modstand imod feminismen tilfælles.

### MGTOW
MGTOW er en forkortelse for Men Going Their Own Way om mænd, som fravælger relationer og kærlighedsforhold med kvinder til fordel for rene mandefællesskaber.

### PUA
PUA står for Pick Up Artist, dvs. påståede score-eksperter, som ved hjælp af forskellige scoretrick prøver at overtale kvinder til at have sex. Ofte sælger de kurser og råd til andre mænd. Den britisk-amerikanske influencer Andrew Tate blev under Coronaviruspandemien berygtet for sit såkaldte "Hustler University", som solgte scorekurser til drenge og unge mænd.

### MRA
MRA er en forkortelse for Mens Rights Activists, altså manderettighedsaktivister. Det er en aktivistisk bevægelse, som ønsker at ændre samfundet strukturelt politisk væk fra det, de opfatter som en uheldig feminisering af samfundet.

### Manfluencere
Manfluencere (sammensat af "man" og "influencer") er influencere på de sociale medier, som viderformidler kvindefjendtligt materiale som videoer.

### Incels
Incels (en sammentrækning af involuntary celibate ("ufrivilligt cølibat") mener, at ligestillingen mellem kønnene er årsagen til, at nogle mænd lever i ufrivilligt cølibat. Incel-grupperne hader åbenlyst kvinder samt mænd, der har succes med kvinder. Flere selvudnævnte incels har stået bag terrorangreb i Nordamerika i perioden 2014-2020.